# 沙城站
沙城站是位于中国河北省张家口市怀来县沙城镇的一个火车站，连接京包铁路（原京张铁路）、丰沙铁路和沙蔚铁路，是河北省西北部的重要铁路枢纽。建于1909年，隶属北京铁路局张家口车务段管辖。除京包铁路北京北站方向未电气化外，本站上下行均已电气化。

## 车站历史
- 1909年，京张铁路建成通车，此站初设。
- 1955年，丰沙铁路竣工通车，沙城站成为京包铁路和丰沙铁路的交汇站。
- 1966年，重建沙城站。成为京包铁路的一个区间站。
- 1972年，丰沙铁路复线竣工，沙城站日益成为重要的铁路枢纽。
- 2003年7月31日，沙蔚铁路竣工通车，沙城站成为三条铁路线的交汇站。
- 2018年4月10日，原行经关沟段的国铁客运列车均于本站绕行丰沙铁路，至此京包铁路关沟段仅剩余北京市郊铁路S2线在此运行。本站现今也成为国铁列车在京包铁路进出的第一站。

## 车站布局
沙城站共设有两个候车站台，其中包括一个侧式站台和一个岛式站台。侧式站台连接候车室。沙城站的检票口装有服务于S2线的北京市政交通一卡通刷卡机。

## 始发车次

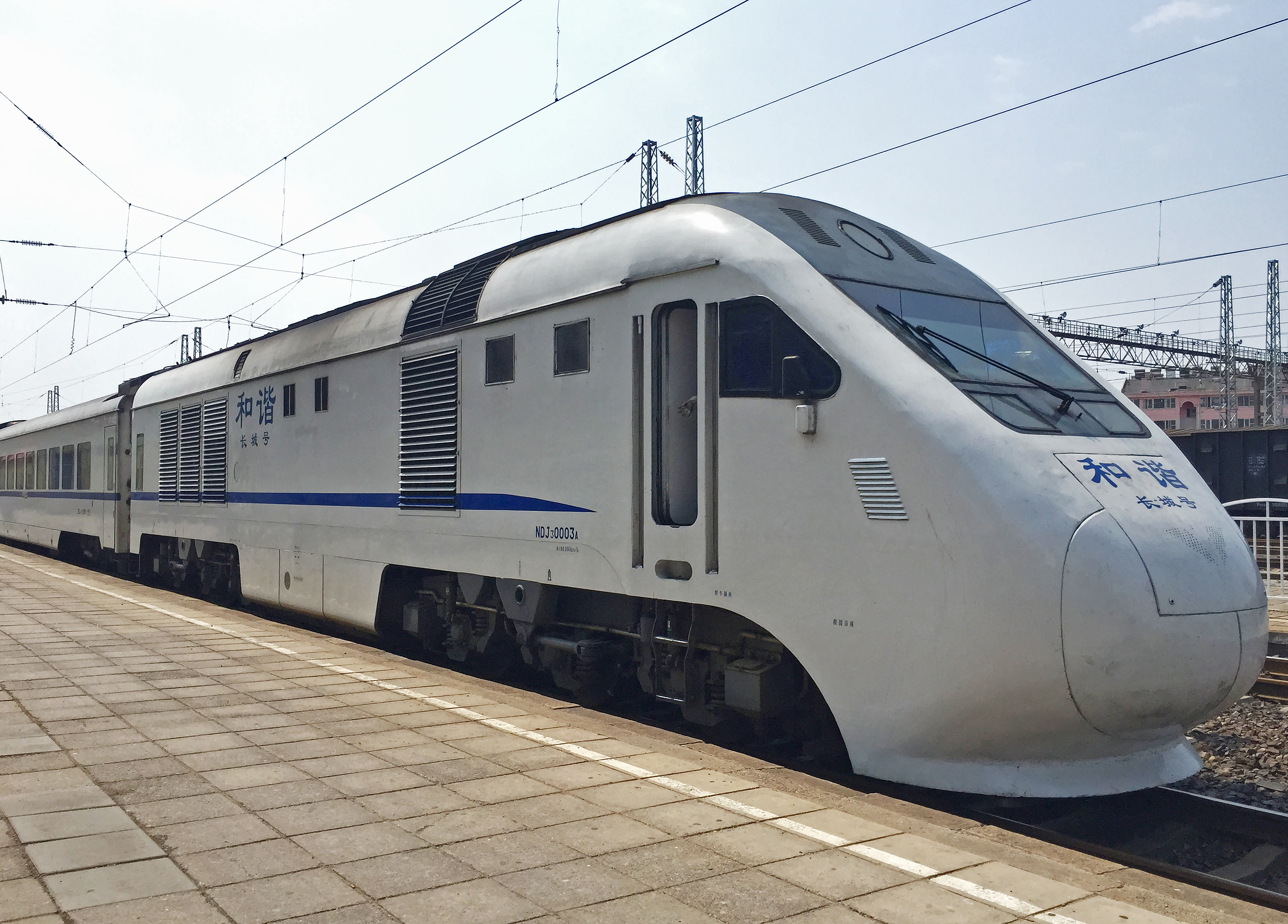
S287次列车停靠在沙城站1站台

2012年12月21日起，每周五、六、日、一，节假日及节假日前后一天，有一对北京市郊铁路S2线列车在沙城站办理客运业务。车次为S287/288次，截至2025年4月调图，到达沙城站时间为12:17分，S288次沙城站发车时间为12:32分。